# Emil Losew
Emil Losew (* 1955) ist ein ehemaliger bulgarischer Radrennfahrer.

## Sportliche Laufbahn
Losew war Straßenradsportler. 1977 gewann er eine Etappe der Bulgarien-Rundfahrt. 1984 gelang ihm ein Etappensieg in der International Presidency Turkey Tour.
1976 und 1981 fuhr er die Internationale Friedensfahrt. 1976 wurde er 45. des Endklassements, 1975 wurde er als 53. klassiert. In der DDR-Rundfahrt 1985 wurde er 33. und damit bester Fahrer seiner Mannschaft.
Losew bestritt weitere internationale Etappenrennen für die Nationalmannschaft Bulgariens wie die Jugoslawien-Rundfahrt, Polen-Rundfahrt (1981 61. Platz) und die Slowakei-Rundfahrt.